# Світова федерація політв'язнів
Світова федерація українців — колишніх політв'язнів і репресованих радянським режимом — централя двох організацій: Демократичного об'єднання колишніх репресованих українців радянським режимом (ДОБРУС) і Союзу українців — жертв російського комуністичного терору (СУЖЕРО) в Канаді, створена з метою координувати їх діяльність, збирати документи, інформації і свідчення осіб про радянський режим в Україні (серед іншого про колективізацію, масові розстріли, наприклад, у Вінниці, голод 1932 — 33 тощо), інформувати про них українців і чужинців. Зусиллям Світової федерації політв'язнів видано так звану «Білу книгу» («The Black Deeds of the Kremlin — A White Book») 1-2 тт. 1952, 1955.
Головами Світової федерації політв'язнів були: С. Підгайний (до 1955), А. Гудовський, А. Білоцерківський (з 1972); осідок — Нью-Йорк і (з 1972) Монреаль.